# Het Y
El Het Y es un club holandés de natación y waterpolo con sede en la ciudad de Ámsterdam.

## Historia
El club fue fundado en 1892 en Ámsterdam.

## Palmarés
- 27 veces campeón de la Liga de los Países Bajos de waterpolo masculino (1909, 1910, 1911, 1912, 1913, 1914, 1915, 1916, 1917, 1918, 1919, 1920, 1921, 1922, 1924, 1925, 1927, 1928, 1929, 1930, 1932, 1933, 1934, 1937, 1938, 1939, 1940)